# Thorsten Schriever
Thorsten Schriever (Otterndorf, 7 marzo 1976) è un arbitro di calcio tedesco.

## Carriera
Vive a Dorum, vicino a Cuxhaven, e lavora come impiegato amministrativo. È attivo come arbitro dal 2000.
Dal 2000 al 2002 è stato per la prima volta arbitro DFB; dal 2003 al 2016 ha arbitrato partite della 2. Bundesliga. Ha concluso la sua carriera di arbitro DFB nell'estate del 2016.
Schriever ha acquisito notorietà involontaria il 20 marzo 2004 alla partita della Bundesliga tra Borussia Dortmund ed Eintracht Francoforte, dove è stato il quarto uomo, a bordo campo. Dopo che il giocatore Henning Bürger è stato espulso, l'allenatore del Francoforte Willi Reimann ha perso la pazienza e ha attaccato Schriever, che ha cercato di impedirgli di correre in campo. Essendo il primo allenatore a sperimentare una tale azione nel calcio professionistico tedesco, Reimann ha successivamente ricevuto una squalifica di cinque partite.